# 本肯 (聖加侖州)

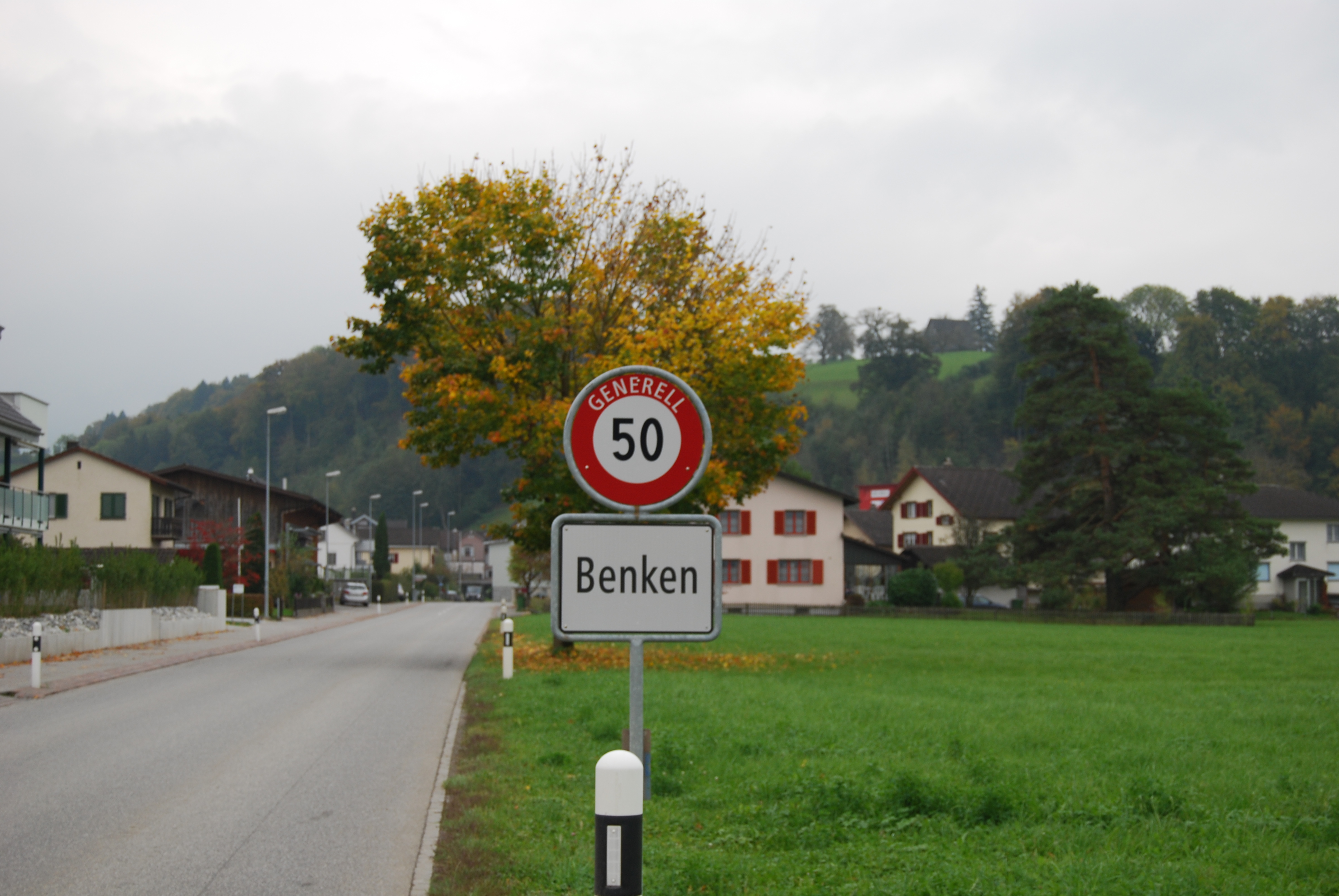

本肯是瑞士的城鎮，位於該國東北部，由聖加侖州負責管轄，面積16.45平方公里，海拔高度420米，2011年人口2,697，八成人口信奉羅馬天主教，人口密度每平方公里164人。

## 外部連結
- Official website （页面存档备份，存于） （德文）